# Hohenzollern Typ Schlägel
Die Tenderlokomotiven Hohenzollern Typ Schlägel wurden von der Lokomotivfabrik Hohenzollern als Industrielokomotiven gebaut. Es ist nicht genau bekannt, wie viele von dieser Type gefertigt wurden. Das älteste bekannte Exemplar der Reihe stammt aus dem Jahr 1891.
Die Type wurde bis 1928 gefertigt. Es gibt von dieser Typenreihe fünf verschiedene Ausführungsvarianten, die als Bauart a, b, c, HW und Neuschlägel bezeichnet sind.
Ihr Einsatzgebiet waren besonders Werkbahnen. Die Lokomotiven waren bis etwa 1970 im Einsatz. Eine Lokomotive ist bis heute (2020) bei der Museums-Eisenbahn Minden als Exponat erhalten.

## Geschichte und Technik
Die Lokomotiven entstammen einem umfangreichen Programm von Tenderlokomotiven für Industrie- und Privatbahnen von Hohenzollern in Düsseldorf, das von B-gekuppelten Lokomotiven mit etwa 100 PS bis zum E-Kuppler mit etwa 800 PS reichte. Sie wurden als Nassdampf-Lokomotiven gebaut. Der Hohenzollern Typ Schlägel war eine der kleinsten Lokomotiven des Herstellers. Die Loks waren etwa doppelt so stark wie der Hohenzollern Typ Victor und zählten mit 15 t Achslast zu den schwereren Modellen.
Die private Datenbank www.dampflokomotivarchiv.de listet 43 Lokomotiven auf (2020). Bei den Zechen in Nordrhein-Westfalen befanden sich weitere 74 Lokomotiven. Eine größere Stückzahl ist nicht auszuschließen.
Die Lokomotiven besaßen einen Innenrahmen mit in den Rahmenwangen eingenietetem Wasserkasten. Beidseitig des Kessels war rechts ein kleinerer äußerer Wasserkasten und links vor dem Führerhaus ein Kohlenkasten für 1 t Kohle. Der eiserne Kessel besaß eine kupferne Feuerbüchse. Die schmiedeeisernen Speichenräder waren oberhalb des Umlaufes mit Blattfedern abgefedert. Die Lokomotiven besaßen einen etwas kürzeren Schornstein als die anderen Typen. Weiterhin besaßen sie als Kesselaufbauten den Dampf- sowie den Sanddom, der mechanisch beide Achsen von innen besandete, sowie ein Sicherheitsventil der Bauart Ramsbotton. Das Dampfläutewerk war auf dem Kesselscheitel hinter dem Schornstein und die Pfeife auf dem Führerhausdach untergebracht.
Die Lokomotiven waren mit Handbremse ausgerüstet. Indirekte Bremsen von Knorr sind spätere Umbauten.

## Einsatz
Die Lokomotiven haben ein Dienstalter bis zu 60 Jahren erreicht.

### Gerresheimer Glashütte
Als einzige erhaltene Lokomotive ist die mit der Fabriknummer Hohenzollern 2469 bekannt. Sie wurde 1911 an die Gerresheimer Glashütte in Düsseldorf geliefert. Die Lokomotive trug die Bezeichnung ALICE HEYE, sie war in der Hütte bis 1972 in Betrieb, kam 1977 zur Museums-Eisenbahn Minden und ist in Preußisch Oldendorf abgestellt.

### Weitere bis in die 1990er Jahre erhaltenen Lokomotiven
- die Lokomotive mit der Fabriknummer Hohenzollern 1395, Baujahr 1901, ging an das Neunkircher Eisenwerk, war bis Ende der 1960er Jahre im Einsatz und kam dann nach Thionville. Der letzte Datenbankeintrag der Lok stammt aus dem Jahr 1997.[4]
- die Lokomotive mit der Fabriknummer Hohenzollern 1669, Baujahr 1903, ging an das Neunkircher Eisenwerk und war bis 1974 im Einsatz. Dann ging die Lok einen Eisenbahnverein in Aschaffenburg. Um 2000 wurde sie bei der Deutschen Gesellschaft für Eisenbahngeschichte eingestellt. Seither zählt die Lok zu dem Status Verbleib unbekannt.[5]
- die Lokomotive mit der Fabriknummer Hohenzollern 3697, Baujahr 1918, wurde an die Harpener Bergbau AG geliefert und war bis 1972 bei verschiedenen anderen Zechen im Einsatz. Danach wurde sie auf einen Spielplatz in Hamm-Bockum aufgestellt und 1990 verschrottet.[6]
- die Lokomotive mit der Fabriknummer Hohenzollern 4110, Baujahr 1920, wurde an die Stadt Mainz zum Betrieb der Hafenbahn verkauft und war von 1933 an beim Reichsbahn-Maschinenamt Mönchengladbach eingesetzt. Die Lok war bis 1971 im Einsatz, wurde an einem Trimm-Dich-Pfad aufgestellt und 1992 verschrottet.[7]
- die Lokomotive mit der Fabriknummer Hohenzollern 4111, Baujahr 1921, wurde in die Niederlande geliefert und bei einer Zeche in Eygelshoven eingesetzt. 1959 wurde sie an die Firma Herzogenrather Sandstein vermietet. Die Lok war bis Ende der 1960er Jahr im Einsatz und wurde 1970 außer Dienst gestellt. 1982 kam sie zu einer Firma in Baesweiler-Puffendorf[8] und wurde 1996 verschrottet.[9]